# Йович, Милан
Милан Йович (серб. Милан Јовић, Milan Jović; род. 16 октября 1975, Валево) — сербский футболист.

## Карьера
Воспитанник белградского «Партизана», за который играл в 1994—1996 годах. В 1997—1999 годах играл за «Сартид». В 1999 году перешёл в «Войводину». В 2000 году перешёл в московский «Спартак». 15 апреля в матче против «Крыльев Советов» дебютировал в чемпионате России. За «красно-белых» в чемпионате России сыграл 10 матчей, в основном выходя в концовке матча. Вторую часть сезона провёл в «Черноморце». 7 августа того же в матче против «Кубани» отметился автоголом. Отыграв полтора сезона за «Черноморец», Милан перешёл в «Ростсельмаш». 4 августа 2001 года в матче против «Ротора» забил первый гол в высшей лиге. Сыграв всего 6 матчей за ростовский клуб, перебрался в «Сатурн». За «Сатурн» провёл два сезона, после чего завершил карьеру из-за проблем со здоровьем.

## Достижения
«Спартак» (Москва)
- Чемпион России: 2000